# Abraham van Helsing
El profesor Abraham van Helsing es un personaje de ficción de la novela Drácula (1897), de Bram Stoker. Es un doctor neerlandés de edad avanzada y de variados intereses y logros. Entre sus títulos se encuentran doctor en medicina, doctor en filosofía, doctor en letras, entre otros. Es un profesor, doctor, abogado, filósofo, científico y metafísico. Está inspirado en Gerard van Swieten, médico neerlandés, que llegó a trabajar para la emperatriz María Teresa I de Austria y realizó, por encargo de esta, estudios que refutaban la existencia de los vampiros.
En la adaptación cinematográfica -no oficial y no autorizada- Nosferatu, eine Symphonie des Grauens (1922) y su remake Nosferatu (2024) el nombre del personaje de Abraham van Helsing es sustituido por el nombre de Professor Bulwer o como Profesor Albin Eberhart Von Franz, respectivamente.

## Drácula
En la novela, un antiguo estudiante suyo, el Dr. John Seward, le llama para ayudar a arrojar luz sobre la misteriosa enfermedad de Lucy Westenra. Van Helsing descubre que Jonathan es víctima de un vampiro y guía al Dr. Seward y a sus colaboradores en sus esfuerzos por salvar a Mina.
Algunas adaptaciones de la novela tienden a acentuar el rol de Van Helsing como experto en vampiros, a veces incluso hasta el punto de centrar la labor del personaje. En la novela, sin embargo, el Dr. Seward no sospecha nada acerca del conocimiento de su viejo amigo en esa particular materia, ya que ni siquiera tiene sospechas de la propia existencia de los vampiros, y simplemente acude a él porque no encontraba respuesta a la desazón de Lucy y Van Helsing gozaba de gran prestigio en el reconocimiento y cura de "males extraños".

### Narrativa

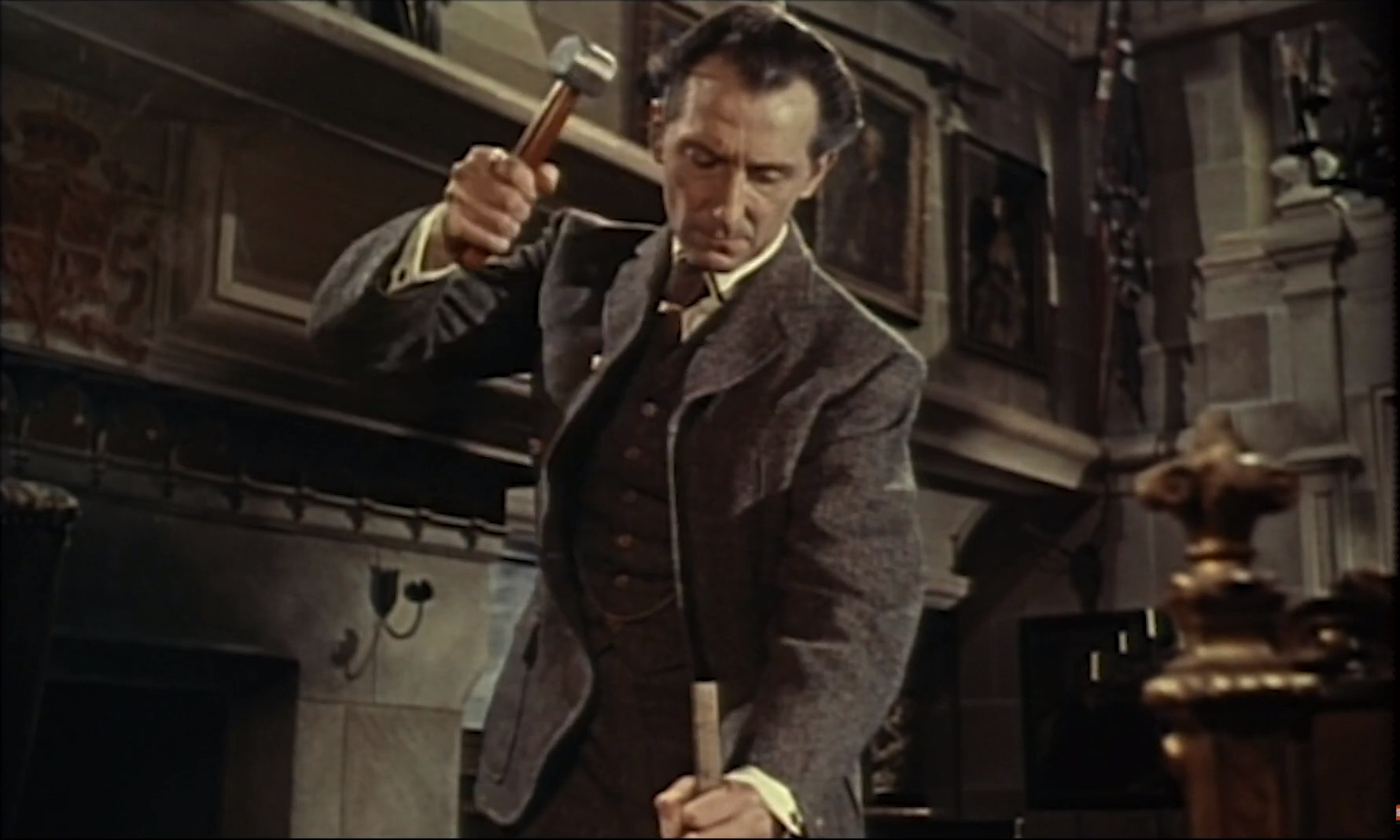
Captura de pantalla de Peter Cushing del tráiler de la película Las novias de Drácula (1960).

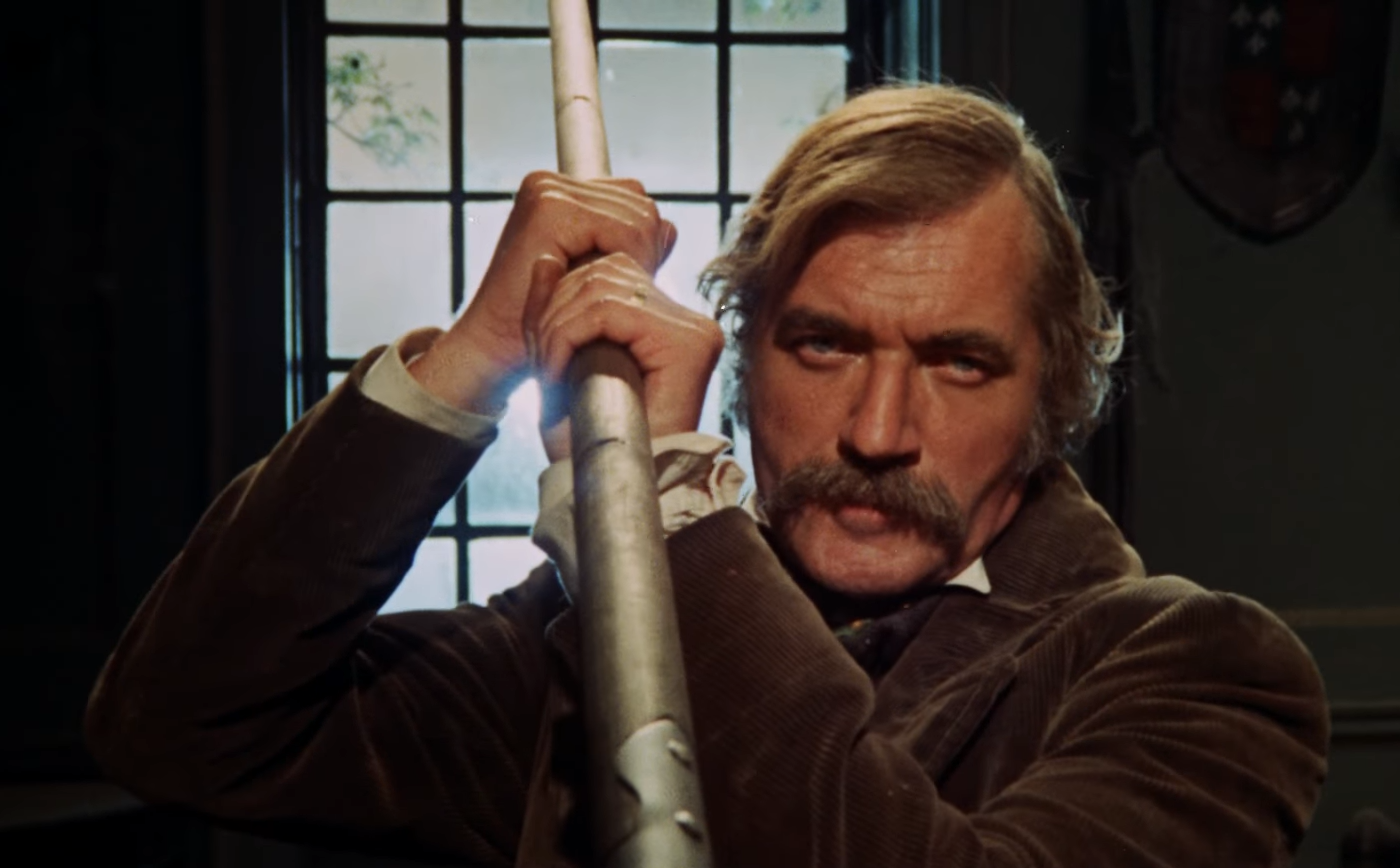
Nigel Davenport en la película Bram Stoker’s Dracula (1973) como Van Helsing.

El conde Drácula, después de haber adquirido la propiedad de Inglaterra de Carfax a través del abogado Jonathan Harker, se mudó a la propiedad y comenzó a amenazar a Inglaterra. Entre sus víctimas se encontraba Lucy Westenra, que está de vacaciones en Whitby. La chica aristocrática tiene pretendientes como el Dr. John Seward, Arthur Holmwood y Quincey Morris, y es la mejor amiga de Mina Murray, la prometida de Harker. Seward, que trabajó como médico en un manicomio, donde uno de los pacientes, Renfield, incurablemente loco, tiene una conexión psíquica con Drácula, contacta al profesor Van Helsing acerca de la peculiar condición de Lucy. Van Helsing, reconociendo las marcas en su cuello, finalmente deduce que ha estado perdiendo sangre por una mordedura de vampiro. Él administra múltiples transfusiones de sangre, Van Helsing, Seward y Arthur le donan sangre cada uno, pero cada noche continúa perdiendo sangre. Él le receta su ajo, le hace un collar de flores de ajo y cuelga ajo en su habitación. Él también le da un crucifijo para usar alrededor de su cuello. La muerte de Lucy fue traída por su madre quien limpió la sala de ajo y abrió la ventana para tomar aire fresco; un sirviente había robado el crucifijo de oro. Lucy muere y después del funeral regresa como un vampiro, en busca de niños. Finalmente, Van Helsing, Arthur, Morris y Seward liberan a una no-muerta Lucy de su maldición vampírica: Arthur usa un martillo para clavar la estaca en su corazón y Van Helsing le corta la cabeza y le echa ajo en la boca.
Mina, ahora casada con Harker, se preocupa cada vez más por su fiebre cerebral. Van Helsing revisa su diario y la salud de Harker regresa cuando se entera de que sus experiencias en Transilvania fueron reales. Mina descubre que varias cartas y relatos proporcionan más información sobre los movimientos de Drácula, y los comparte con Harker, Seward, Morris y Van Helsing. Aprenden que la residencia de Drácula en Carfax estaba cerca de Seward, y la investigación de Van Helsing revela las debilidades y fortalezas de Drácula. Seward y Van Helsing también escriben a un conocido de la universidad para ayudar en futuras investigaciones. Al permanecer en la residencia de Seward para planear mejor las estrategias en sus esfuerzos por tratar con Drácula, tienen reuniones frecuentes ya cada miembro se le asignan tareas. En una reunión posterior, se ve un murciélago en una ventana.
Para destruir a Drácula y evitar una mayor propagación del mal, el grupo ingresa a su propiedad en Carfax y como grupo lo encuentra por primera vez. Descubren que ha estado comprando propiedades en Londres y sus alrededores, con planes de distribuirles 50 cajas de tierra de Transilvania, usadas como tumbas para que cada propiedad se convierta en una guarida segura. Visitan estas guaridas y colocan pan sacramental en las cajas de tierra para "esterilizarlas", evitando que Drácula las siga usando. Dracula invita a Renfield a invitarlo a la residencia de Seward. Renfield se encuentra gravemente herido por Seward y Van Helsing, que operan con él, y Renfield les informa que Drácula fue a ver a Mina. Van a la habitación de Mina y encuentran a Harker hipnotizado mientras Drácula le está dando a Mina el "Vampire's Baptism of Blood', maldiciéndola a ella y al grupo por conspirar contra él. El grupo usa elementos sagrados para repeler a Drácula, quien huye a una habitación diferente como un vapor. Drácula luego destruye todos los textos que Mina había producido, excepto uno que estaba oculto, y le rompe el cuello a Renfield antes de irse.
Van Helsing coloca una oblea de pan sacramental sobre la frente de Mina para bendecirla, pero quema su carne, dejando una cicatriz. Mina, sintiendo que ahora está conectada con Drácula, le pide a Van Helsing que la hipnotice antes del amanecer, la única vez que siente que puede hablar libremente. A través de esta hipnosis, aprenden que Mina tiene un vínculo telepático con Drácula, que ella podría contar todo lo que oye y siente, que podría usarse para seguir sus movimientos. Mina está de acuerdo en que se le deben ocultar los planes por temor a que Drácula pueda leer sus pensamientos. El grupo tiene encuentros adicionales con Drácula mientras continúan buscando sus residencias por todo Londres y esterilizan las cajas. Al saber que su última tumba está a bordo de un bote, Van Helsing deduce que Drácula huye a su castillo. 
Cuando el grupo persigue a Drácula hacia Transilvania, se dividen en grupos. Mientras Mina y Van Helsing viajan directamente al castillo de Drácula, los otros intentan tender una emboscada al barco del que Drácula es pasajero. La influencia de Van Helsing sobre Mina disminuye cada día, y su comportamiento cambia a medida que duerme más durante el día, pierde el apetito por la comida y deja de escribir en su diario. Él descubre que ella no puede cruzar un círculo de pan sacramental derrumbado. Más tarde, las esposas vampíricas de Drácula acercarse a su campamento pero ellos tampoco pueden cruzar el círculo de pan. Fallando en sus intentos de atraer a Van Helsing y Mina fuera del círculo, huyen de regreso al castillo de Drácula justo antes del amanecer. Van Helsing ata a Mina en una cueva para evitar que entre en peligro cuando entra al castillo de Drácula para matar a los vampiros.
Mientras Van Helsing atraviesa el castillo buscando en sus habitaciones, encuentra la tumba vacía de Drácula y las tres vampiros que vio antes. Él comienza a hacer su operación con el primer vampiro, pero se encuentra fascinado por su belleza e incapaz de hacerse daño. En sus sentimientos de encanto, incluso contempla el amor por ella. Él se rompe de este encantamiento cuando escucha un "gemido de alma" de Mina, despertando de él. Él procede a clavar estacas en sus corazones y les corta la cabeza, uno por uno.
Van Helsing regresa a Mina y ven al resto de su grupo mientras persiguen a un grupo de gitanos por el Paso Borgo y los acorralan. Armados con cuchillos y armas de fuego, alcanzan a los gitanos y abren la última caja de Drácula; Jonathan Harker lleva su cuchillo Kukri a la garganta de Drácula mientras el cuchillo Bowie de Quincey Morris atraviesa simultáneamente el corazón de Drácula en los últimos momentos de la luz del día. En este momento, el cuerpo de Drácula se convierte en polvo. Después de la lucha, Quincey se ve fatalmente herido.
Seis años más tarde, Van Helsing toma un papel de abuelo en relación con el joven Quincey Harker, hijo de Jonathan y Mina.

## Equipo
Se ve a Van Helsing utilizando muchas herramientas para ayudarlo a él y a su partido a defenderse de Drácula, ahuyentando a los vampiros y en general derrotando a los no-muertos:
- Llaves esqueleto utilizadas para abrir cerraduras para abrir las puertas de muchas de las guaridas de Drácula ubicadas en todo Londres.
- Guirnalda de flores de ajo marchitas.
- Crucifijo de plata.
- Oblea sagrada traída de Ámsterdam contenida en un sobre o aplastada y rociada a su alrededor en círculo como barrera protectora.
- Lámparas eléctricas que se pueden unir o asegurar contra el cofre.
- Revólver y cuchillo para usar contra enemigos más débiles que Drácula.
- La rama de una rosa silvestre se puede colocar encima de un ataúd que contiene un vampiro; inmovilizándolo.
- La ceniza de montaña solía repeler a los muertos vivientes.
- Estaca y martillo de madera para perforar el corazón de un vampiro.
- Collar de crucifijo de oro, dado a Lucy.

## Adaptaciones

### Cine
| Abraham van Helsing en el cine | Abraham van Helsing en el cine     | Abraham van Helsing en el cine       | Abraham van Helsing en el cine | Abraham van Helsing en el cine |      |                                                    |                                       |              | |
| Año                            | Nombre personaje                   | Título película                      | Interpretado por:              | Notas |      |                                                    |                                       |              | |
| ------------------------------ | ---------------------------------- | ------------------------------------ | ------------------------------ | --- | ---- | -------------------------------------------------- | ------------------------------------- | ------------ | --- |
| Año                            | Nombre personaje                   | Título película                      | Interpretado por:              | Notas | 1922 | Profesor Bulwer (renombrado por derechos de autor) | Nosferatu, eine Symphonie des Grauens | John Gottowt | Aunque seguía la misma trama básica que la novela, se cambiaron los nombres: Van Helsing es 'Profesor Bulwer' y aparece sólo en unas pocas escenas. A diferencia del libro, es amigo de 'Thomas Hutter' (Jonathan Harker) antes de conocer al 'Conde Orlok' (un rebautizado Conde Drácula), y nunca se encuentra cara a cara con el vampiro. |
| 1931                           | Van Helsing                        | Drácula                              | Edward Van Sloan               | Que anteriormente había interpretado el papel en el escenario y repitió su papel en la secuela La hija de Drácula (1936). |      |                                                    |                                       |              | |
| 1931                           | Van Helsing                        | Drácula                              | Eduardo Arozamena              | |      |                                                    |                                       |              | |
| 1958                           | Lorrimer Van Helsing               | Drácula                              | Peter Cushing                  | Se diferenciaban de la novela en que el actor retrataba al personaje como un hombre visiblemente más joven y cuya principal vocación parece ser la caza de vampiros. Lorrimer Van Helsing es un nieto de un cazador de vampiros anterior, que aparece como Lawrence Van Helsing. En la producción final de Hammer La leyenda de los 7 vampiros dorados ambientada principalmente en 1904, Cushing vuelve a interpretar al Van Helsing original de la serie Hammer.                               |      |                                                    |                                       |              | |
| 1960                           | Lorrimer Van Helsing               | Las novias de Drácula                | Peter Cushing                  | Se diferenciaban de la novela en que el actor retrataba al personaje como un hombre visiblemente más joven y cuya principal vocación parece ser la caza de vampiros. Lorrimer Van Helsing es un nieto de un cazador de vampiros anterior, que aparece como Lawrence Van Helsing. En la producción final de Hammer La leyenda de los 7 vampiros dorados ambientada principalmente en 1904, Cushing vuelve a interpretar al Van Helsing original de la serie Hammer.                               |      |                                                    |                                       |              | |
| 1972                           | Lorrimer Van Helsing               | Dracula A.D. 1972                    | Peter Cushing                  | Se diferenciaban de la novela en que el actor retrataba al personaje como un hombre visiblemente más joven y cuya principal vocación parece ser la caza de vampiros. Lorrimer Van Helsing es un nieto de un cazador de vampiros anterior, que aparece como Lawrence Van Helsing. En la producción final de Hammer La leyenda de los 7 vampiros dorados ambientada principalmente en 1904, Cushing vuelve a interpretar al Van Helsing original de la serie Hammer.                               |      |                                                    |                                       |              | |
| 1974                           | Lorrimer Van Helsing               | The Legend of the 7 Golden Vampires  | Peter Cushing                  | Se diferenciaban de la novela en que el actor retrataba al personaje como un hombre visiblemente más joven y cuya principal vocación parece ser la caza de vampiros. Lorrimer Van Helsing es un nieto de un cazador de vampiros anterior, que aparece como Lawrence Van Helsing. En la producción final de Hammer La leyenda de los 7 vampiros dorados ambientada principalmente en 1904, Cushing vuelve a interpretar al Van Helsing original de la serie Hammer.                               |      |                                                    |                                       |              | |
| 1970                           | Profesor Van Helsing               | Nachts, wenn Dracula erwacht         | Herbert Lom                    | En el momento de su producción, se declaró que la película era la adaptación más cercana a la novela, aunque en realidad difiere significativamente de la trama del libro. |      |                                                    |                                       |              | |
| 1979                           | Van Helsing                        | Nosferatu: Phantom der Nacht         | Walter Ladengast               | Una nueva versión de la película de 1922. |      |                                                    |                                       |              | |
| 1979                           | Abraham Van Helsing                | Drácula                              | Laurence Olivier               | Van Helsing es un anciano frágil cuya hija se convierte en una de los no-muertos, lo que lo lleva a un conflicto con el Conde de Frank Langella que finalmente le cuesta la vida al profesor. |      |                                                    |                                       |              | |
| 1987                           | Van Helsing                        | The Monster Squad                    | Jack Gwillim                   | Comedia de terror, en la que Van Helsing se opone al Conde Drácula. |      |                                                    |                                       |              | |
| 1992                           | Profesor y Dr. Abraham van Helsing | Drácula, de Bram Stoker              | Anthony Hopkins                | Se le da a entender que es un cazador de vampiros conocedor e inmensamente experimentado, este Van Helsing a menudo se muestra algo excéntrico y desequilibrado, y discute casualmente cómo matar a los no-muertos a pesar de las métodos brutales involucrados y mostrando crueldad al despachar a las novias de Drácula, pero aun así lleva a un grupo de amigos a la victoria sobre el Conde.                                                                                                 |      |                                                    |                                       |              | |
| 1994                           | Van Helsing                        | Nadja                                | Peter Fonda                    | |      |                                                    |                                       |              | |
| 1995                           | Abraham Van Helsing                | Dracula: Dead and Loving It          | Mel Brooks                     | El director de la película Mel Brooks interpreta al profesor Van Helsing. |      |                                                    |                                       |              | |
| 2000                           | Abraham Van Helsing                | Dracula 2000                         | Christopher Plummer            | Después de derrotar al Conde Drácula (Gerard Butler), Van Helsing descubre que el señor de los vampiros no puede morir por los medios convencionales de destruir a un vampiro y sólo logró paralizarlo en un estado similar a la muerte. Cuando Drácula escapa después de que le roban el ataúd, la hija de Van Helsing y su asistente pueden derrotarlo después de la muerte del mayor de los Van Helsing.                                                                                      |      |                                                    |                                       |              | |
| 2002                           | Abraham Van Helsing                | Dracula: Pages From a Virgin's Diary | David Moroni                   | Una versión cinematográfica en blanco y negro de la adaptación de la novela al Royal Winnipeg Ballet. |      |                                                    |                                       |              | |
| 2004                           | Gabriel Van Helsing                | Van Helsing                          | Hugh Jackman                   | Basada libremente en el personaje de Stoker. |      |                                                    |                                       |              | |
| 2006                           | Van Helsing                        | La última secta                      | David Carradine                | |      |                                                    |                                       |              | |
| 2012                           | Dr Van Helsing                     | Vamps                                | Wallace Shawn                  | |      |                                                    |                                       |              | |
| 2012                           | Abraham Van Helsing                | Drácula 3D                           | Rutger Hauer                   | En esta versión se revela que solía controlar un manicomio llamado Carfax, y fue allí donde se encontró por primera vez con vampiros. |      |                                                    |                                       |              | |
| 2012                           | Van Helsing                        | Dracula: Reborn                      | Keith Reay                     | El escenario se ha modernizado a la California actual y Van Helsing es aquí un cazador de vampiros relativamente joven y brutal, que está dispuesto a matar a las personas que se interpongan en su camino para vencer a los vampiros. |      |                                                    |                                       |              | |
| 2021                           | Van Helsing                        | Bram Stoker's Van Helsing            | Mark Topping                   | |      |                                                    |                                       |              | |
| 2022                           | Amelia Van Helsing                 | Dracula: The Original Living Vampire | Christine Prouty               | Van Helsing cambia de género y ahora es un detective que es la novia de Mina y amigo del químico Jonathan Harker y el doctor Jack Seward. Ella no cree en los vampiros y siempre se basa en la lógica, a diferencia de Harker, que está convencido de que hay vampiros entre ellos. Ella sólo cree esto cuando se ve obligada a hacerlo cerca del final de la película, e incluso entonces se muestra reacia. Después de la batalla con Drácula, se revela que ella se ha convertido en vampiro. |      |                                                    |                                       |              | |
| 2024                           | Profesor Albin Eberhart Von Franz  | Nosferatu                            | Willem Dafoe                   | Remake de la película de 1922. |      |                                                    |                                       |              | |

### Televisión
- Bernard Archard  en Drácula vuelve de la tumba (1968)
- Ota Sklenčka  en Hrabe Drakula (1971)
- Nehemiah Persoff en Dracula (1973)
- Nigel Davenport en Drácula de Dan Curtis (1974)
- Frank Finlay en una adaptación televisiva para la BBC  Count Dracula  (1977)
- Giancarlo Giannini (es Enrico Valenzi) en La maldición de Drácula (2002)
- Captain Raju para la TV Asianet en Dracula (2005)
- David Suchet en  Dracula  (2006)
- Thomas Kretschmann en Drácula (2013)
- David Warner en Penny Dreadful (2014). Aquí Van Helsing es un hematólogo consultado por Victor Frankenstein. Finalmente admite que sabe acerca de los vampiros desde hace algún tiempo y se ofrece a darle a Frankenstein algunas instrucciones muy necesarias en el área.
- Michael Eklund en Van Helsing (2019), patriarca original de la familia Van Helsing que logró atrapar previamente al Oscuro y se reúne con su descendiente Vanessa Van Helsing.
- Dolly Wells (es Agatha Van Helsing / Zoe Van Helsing) en Drácula (2020)

### Animación
Otras películas ha habido numerosas obras de ficción que representan a los descendientes de Van Helsing llevando la tradición familiar.
- En la película del canal Disney de 2000, Mamá tiene una cita con un vampiro, Malachi Van Helsing está buscando al vampiro Dimitri, que se está aprovechando de la madre de los personajes principales.
- En la película de televisión de 2012, Scooby-Doo! Music of the Vampire, un escritor de libros llamado Vincent van Helsing es el bisnieto de Abraham Van Helsing.
- La película de 2018 Hotel Transylvania 3: Summer Vacation presenta a Van Helsing (voz de Jim Gaffigan). Además de ser el enemigo del Conde Drácula, Van Helsing logró tener una bisnieta llamada Ericka Van Helsing (con la voz de Kathryn Hahn), la capitana del barco central de la película. En la actualidad, Abraham ha sido mecanizado para evitar la muerte donde sólo quedaban su cabeza y sus manos. Drácula se enamora de Ericka sin saber que ella desciende de su antiguo archienemigo hasta el clímax. El prólogo de la película también involucra a Van Helsing haciendo numerosos intentos cómicos de matar a Drácula.

### Literatura
El profesor Abraham Van Helsing aparece en la novela corta Los Sabios en Salamanca, del escritor Alberto López Aroca, junto con el profesor Challenger de la novela de Arthur Conan Doyle, El mundo perdido. Esta obra está incluida en el volumen Los espectros conjurados, 2004, ISBN 978-84-607-9866-8.